# Quebrada La Guayabala
Quebrada La Guayabala är ett vattendrag i Colombia.   Det ligger i departementet Antioquía, i den nordvästra delen av landet, 240 km nordväst om huvudstaden Bogotá.